# Croton womersleyi
Espèce
Croton womersleyi est une espèce de plantes à fleurs du genre Croton et de la famille des Euphorbiaceae, présente dans le nord-ouest de la Papouasie-Nouvelle-Guinée.